# Cylindraspis indica
Cylindraspis indica, popularmente conhecida como tartaruga-gigante-de-reunião, é uma espécie extinta de tartaruga da família Testudinidae. Foi endêmica da ilha de Reunião.
Esta tartaruga gigante foi numerosa até o século XVII e início do século XVIII. Elas foram mortas em grande número por marinheiros europeus e, por fim, foram extintas na década de 1840.

## Extinção

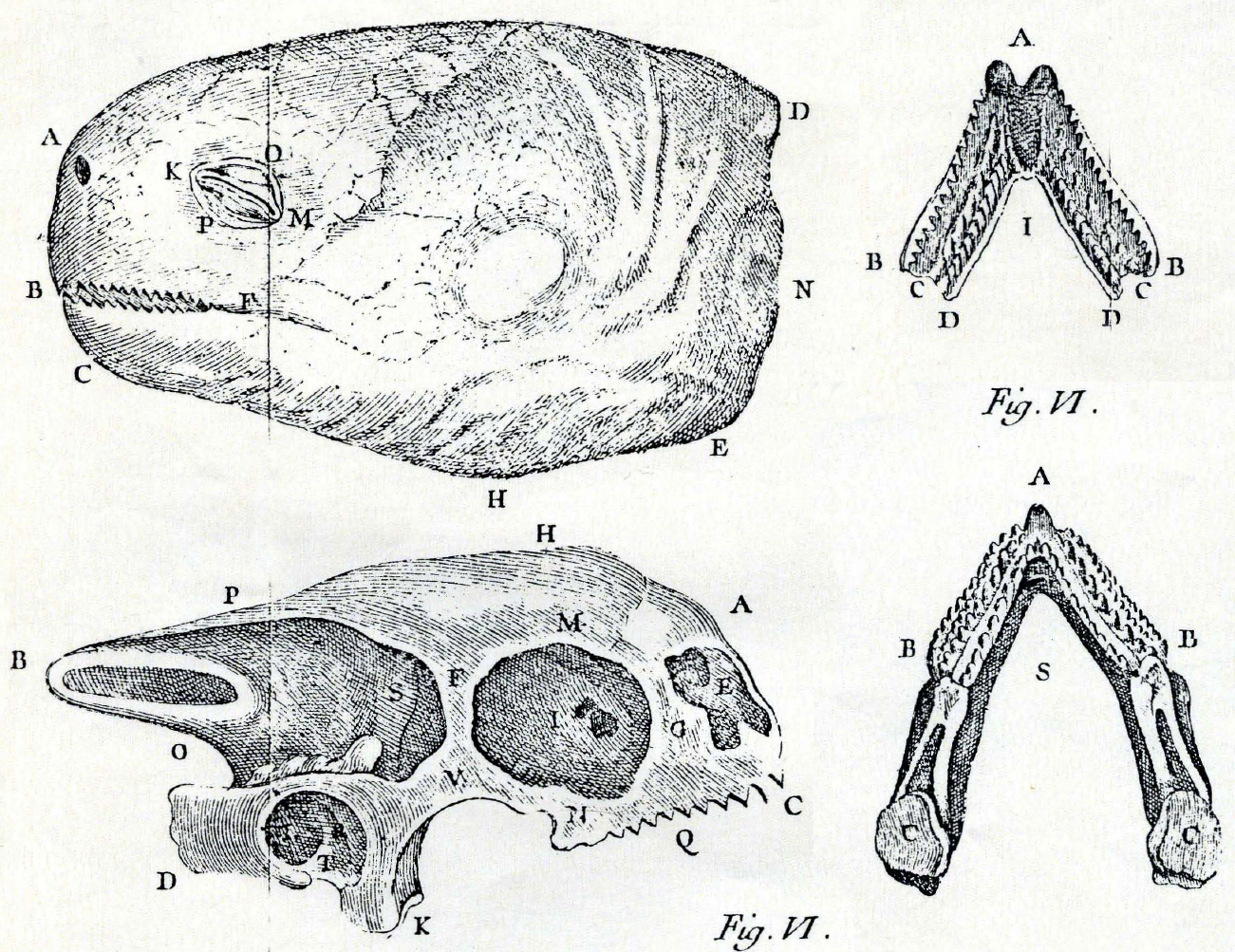
Ilustração de 1737 da cabeça e do crânio decepados de um espécime

Essas tartarugas gigantes eram muito amigáveis, curiosas e não tinham medo dos humanos. Elas foram, portanto, presas fáceis para os primeiros habitantes de Reunião, e foram massacradas em grande número para serem queimadas como gordura e óleo, ou para serem usados como alimento (para humanos ou porcos). Grandes números também foram empilhados nos porões dos navios que passavam, como suprimentos de comida para viagens marítimas.
Além disso, espécies invasoras, como porcos, gatos e ratos, comiam ovos e filhotes das tartarugas gigantes.
As populações costeiras foram completamente dizimadas no século XVIII. Foi considerada extinta em grande parte da ilha desde 1800, com o último exemplar observado no Alto Cilaos. Os últimos animais sobreviveram isolados nas terras altas do interior da ilha até o início da década de 1840.